# Maltańscy posłowie do Parlamentu Europejskiego 2004
Maltańscy posłowie V kadencji do Parlamentu Europejskiego uzyskali ten status w dniu 1 maja 2004, tj. w dniu akcesji Malty do Unii Europejskiej. Byli przedstawicielami krajowego parlamentu. Ich mandaty wygasły w dniu zakończenia kadencji PE 19 lipca 2004. Pod koniec kadencji jeden mandat przypadający Partii Narodowej pozostał nieobsadzony.

## Lista posłów
Partia Narodowa (EPP-ED)
- Jason Azzopardi
- Mario de Marco

Partia Pracy (PES)
- John Attard-Montalto
- George William Vella

Byli posłowie V kadencji do PE
- Josef Bonnici (PN), do 6 maja 2004